# FC Bayern Alzenau
Maillots
Actualités
Le FC Bayern Alzenau (nom complet : Fußballclub Bayern Alzenau 1920 e. V.) est un club de football basé à Alzenau, dans le nord-ouest de la Bavière. En raison de sa proximité avec le Land de Hesse, le club évolue au sein des compétitions administrées par la HFV. L'équipe première du club évolue en Hessenliga, soit la 5e division du football allemand.

## Histoire
Le club est fondé en 1920 en tant que section football du Turn- und Sportverein Alzenau. Après des désaccords entre le club et la SFV, le département football est dissous, et ses licenciés rejoignent le nouvellement fondé FC Bayern Alzenau au printemps 1924.
De 1983 à 1992, le club évolue majoritairement en Landesliga Bayern Nord (4e division). Le club passe sous la coupe de la HFV au début de la saison 1992-1993, et est donc transféré en Landesliga Hessen Süd (4e division jusqu'à 1994, puis 5e division). En effet, de nombreuses équipes évoluant dans cette compétition sont basées dans la région Rhin-Main, dont Alzenau fait partie. Les équipes des juniors E et F évoluent toujours en Bavière. Le club glisse jusqu'à la Bezirksliga Gelnhausen (7e division), avant de remonter.
Le club est promu en Oberliga Hesse (4e division) en 2005 au terme de deux matchs de promotion. Il devient le deuxième club (avec le SV Viktoria Aschaffenbourg) évoluant en Oberliga Hesse. Lors de la saison 2008-2009, le club devient le seul participant bavarois à la désormais nommée Hessenliga (5e division depuis la fondation de la 3. Liga). Il termine 2e de la saison 2008-2009, et obtient sa promotion en Regionalliga Sud 2009-2010, en raison du refus de la promotion par le club champion, le SC Waldgirmes (de). Le club est immédiatement relégué, puis remporte la Hessenliga en 2010-2011, obtenant sa place en Regionalliga Sud 2011-2012.
Le club est reversé en Regionalliga Sud-Ouest 2012-2013, puis est relégué au terme de la saison et retrouve la Hessenliga. Après plusieurs saisons en dent de scie, le club finit 2e derrière le SC Hessen Dreieich (de) lors de la saison 2017-2018, mais ne parvient pas à obtenir la promotion lors des barrages face aux vice-champions des Oberligen Bade-Wurtemberg et Rhénanie-Palatinat/Sarre. Le club est à nouveau 2e, cette fois derrière le FC Gießen, et dispute à nouveau les barrages. Après trois matchs nuls, les trois clubs disputant ces barrages (le FC Bayern Alzenau, le SV Röchling Völklingen et le SV Stuttgarter Kickers) sont à égalité de points. Le Bayern Alzenau remporte les barrages, le club ayant marqué plus de buts à l'extérieur. Après avoir obtenu son maintien lors de la saison 2019-2020, interrompue en raison de la pandémie de Covid-19, le club est relégué en Hessenliga au terme de la saison suivante.
Certains débattent au sujet du logo du club, qu'ils pensent copié sur celui du FC Bayern Munich, mais ce n'est pas le cas. Le logo d'Alzenau est resté inchangé depuis la fondation du club en 1920, alors que le Bayern Munich a plusieurs fois changé son logo, avant de se fixer sur le design actuel avant les années 1970.

## Palmarès
- Hessenliga
  - Champion : 2011
  - Vice-champion : 2009, 2018, 2019